# شهرستان ونشانگ
شهرستان ونشانگ (به لاتین: Wenshang County) یک شهرستان‌های جمهوری خلق چین در چین است که در جینینگ (شاندونگ) واقع شده‌است.
 شهرستان ونشانگ   ۴۳ متر بالاتر از سطح دریا واقع شده‌است.